# 赣粤边红军独立师第三团团部旧址
赣粤边红军独立师第三团团部旧址，位于中国广东省韶关市南雄市乌迳镇孔江村枫坑自然村，现为广东省文物保护单位，类型为近现代重要史迹及代表性建筑，公布时间为2022年7月23日。
赣粤边红军独立师第三团团部旧址的历史年代为1933年。